# José García (calciatore 1996)
José Juan García Manríquez (Zamora de Hidalgo, 26 febbraio 1996) è un calciatore messicano, difensore del Juárez.

## Carriera
Cresciuto nei settori giovanili di alcune squadre messicane, tra cui Guadalajara e Tigres UANL (con quest'ultima viene anche convocato di tanto in tanto in prima squadra, senza tuttavia riuscire ad esordire), inizia la propria carriera nel 2019 con il Correcaminos UAT, in seconda divisione. Nel 2020 si trasferisce all'Atlante, sempre in seconda divisione. Nel 2021 viene acquistato dal Juárez; il 23 luglio 2021 ha esordito in Liga MX, in occasione dell'incontro perso per 1-3 contro il Toluca. Nel gennaio 2023 passa in prestito all'Atlético San Luis fino al termine della stagione.

## Statistiche

### Presenze e reti nei club
Statistiche aggiornate al 19 febbraio 2023.
| Stagione        | Squadra           | Campionato      | Campionato | Campionato | Coppe nazionali | Coppe nazionali | Coppe nazionali | Coppe continentali | Coppe continentali | Coppe continentali | Altre coppe | Altre coppe | Altre coppe | Totale | Totale |
| Stagione        | Squadra           | Comp            | Pres       | Reti       | Comp            | Pres            | Reti            | Comp               | Pres               | Reti               | Comp        | Pres        | Reti        | Pres   | Reti   |
| --------------- | ----------------- | --------------- | ---------- | ---------- | --------------- | --------------- | --------------- | ------------------ | ------------------ | ------------------ | ----------- | ----------- | ----------- | ------ | ------ |
| 2019-2020       | Correcaminos UAT  | AM              | 15         | 2          | CM              | 2               | 0               |                    | -                  | -                  |             | -           | -           | 17     | 2      |
| 2020-2021       | Atlante           | LE              | 40         | 3          |                 | -               | -               |                    | -                  | -                  |             | -           | -           | 40     | 3      |
| 2021-2022       | Juárez            | LM              | 22         | 0          |                 | -               | -               |                    | -                  | -                  |             | -           | -           | 22     | 0      |
| 2022-gen. 2023  | Juárez            | LM              | 0          | 0          |                 | -               | -               |                    | -                  | -                  |             | -           | -           | 0      | 0      |
| gen.-giu. 2023  | Atlético San Luis | LM              | 4          | 0          |                 | -               | -               |                    | -                  | -                  |             | -           | -           | 4      | 0      |
| Totale carriera | Totale carriera   | Totale carriera | 81         | 5          |                 | 2               | 0               |                    | -                  | -                  |             | -           | -           | 83     | 5      |